# 로트실트쿠스쿠스
로트실트쿠스쿠스 또는 오비섬쿠스쿠스(Phalanger rothschildi)는 쿠스쿠스과에 속하는 유대류의 일종이다. 인도네시아 말루쿠 주 오비 제도의 오비 섬과 비사 섬, 오빌라투의 토착종이다.